# Alérgico (Fan Edition)
Alérgico (Fan Edition) é o primeiro extended play (EP) da cantora e atriz mexicana Anahí. Foi lançado apenas nos Estados Unidos em 9 de novembro de 2010 pelo selo Capitol Records da gravadora EMI. Contém 4 temas inéditos: "Alérgico", "Pobre Tu Alma", "Ni Una Palabra" e "Aleph", além de duas faixas presentes na versão padrão do quinto álbum de estúdio da cantora lançado no ano anterior.

## Antecedentes e composição

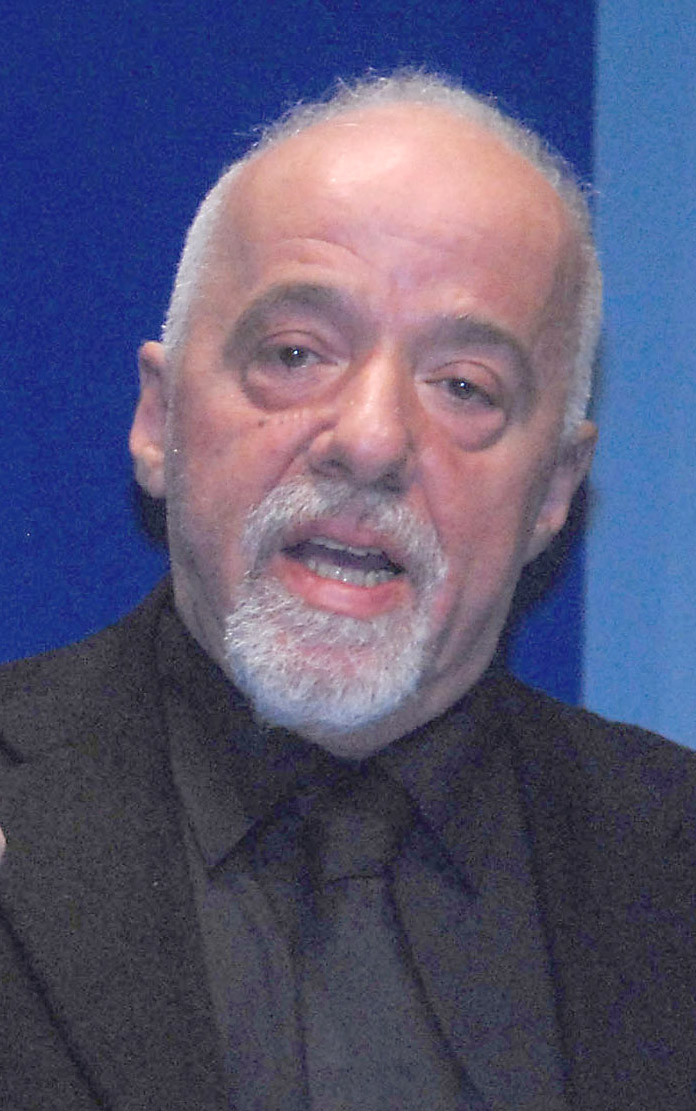
A canção "Aleph" foi inspirada no livro do escritor brasileiro Paulo Coelho, O Aleph.

Em 14 de julho de 2010, Anahí publicou "Aleph", canção dedicada e baseada no livro "O Aleph" do escritor brasileiro Paulo Coelho e escrita pela própria interprete ao lado do cantor mexicano Mario Sandoval.  Durante uma entrevista para a revista estadunidense Para Todos, Anahí comentou: "Imagina, é um sonho que está se tornando realidade. Paulo Coelho sempre foi para mim um mestre, meu guia. Conhecê-lo, escuta-lo, conversar com ele, foi um grande presente dos meus fãs maravilhosos, porque ele [Paulo] me procurou graças aos fãs. Fazer uma canção inspirada em seu livro foi tão mágico como meu encontro com ele. Estou muito orgulhosa de ter realizado isso, e é algo que sempre levarei em meu coração".
Em 16 de julho, Coelho publicou um trecho da canção em seu blog oficial. Em 23 de outubro, o escritor, através de seu blog, agradeceu a Anahí e a seus fãs em apoio ao livro, expressando: "Anahí e seus fãs demonstraram um imenso carinho pelo meu novo livro. Obrigado de novo a ambos", agregando "foi com grande alegria que escrevi um artigo para a edição deluxe do álbum". Em seguida, a cantora mostrou a parte interna do álbum, durante uma entrevista para a Terra, onde tem o artigo escrito por Coelho, incluído tanto na edição deluxe quanto no EP, junto a uma foto de ambos em seu encontro em Genebra, onde argumentou: "está em português [o artigo], porque eu não queria traduzi-lo, porque as palavras e os sentidos mudam muito, então eu queria manter sua essencia (...) para mim era importante que estivesse como ele escreveu".
Em 7 de setembro de 2010, Anahí lançou em seu canal no YouTube a canção "Alérgico", como terceiro single da edição deluxe do álbum Mi Delirio e do EP Alérgico (Fan Edition). A canção estreou na primeira semana de outubro nas rádios e foi lançada para download digital alcançando o primeiro lugar de vendas e sendo a segunda canção mais executada no México. Foi escrita pelo cantor argentino Noel Schajris, Ana Mónica Velez e pela própria Anahí.

## Lista de faixas
| N.º            | Título           | Compositor(es)                                    | Produtor(es)             | Duração |  |
| 1.             | "Alérgico"       | Anahí Ana Mónica Solano Noel Schajris             | Ettore Grenci            | 3:55    |  |
| 2.             | "Me Hipnotizas"  | Gloria Treviño                                    | Gil Cerezo Ulises Lozano | 3:51    |  |
| 3.             | "Pobre Tu Alma"  | Anahí Claudia Brant Mark Porttman Guillermo Rosas | Armando Ávila            | 3:18    |  |
| 4.             | "Mi Delirio"     | Anahí Miguel Blas Cerezo Lozano                   | Cerezo Lozano            | 3:13    |  |
| 5.             | "Ni Una Palabra" | Anahí Brant Rudy Maya                             | Maya                     | 2:48    |  |
| 6.             | "Aleph"          | Anahí Mario Sandoval                              | Sandoval                 | 4:15    |  |
| Duração total: | Duração total:   | Duração total:                                    | Duração total:           | 21:22   |  |

## Histórico de lançamento
| País           | Data                  |
| -------------- | --------------------- |
| Estados Unidos | 9 de novembro de 2010 |
| Reino Unido    | 7 de dezembro de 2010 |
| Alemanha       | 7 de dezembro de 2010 |
| França         | 7 de dezembro de 2010 |
| Japão          | 7 de dezembro de 2010 |
| Finlândia      | 7 de dezembro de 2010 |
| Dinamarca      | 7 de dezembro de 2010 |

## Créditos de elaboração
Créditos por Alérgico (Fan Edition), fonte Allmusic:
| - Anahí – compositora, voz principal - Noel Schajris – compositor - Rob Fusari – compositor, produtor - Mario Sandoval – compositor - Claudia Brant – compositora - Rudy Maya – compositora - Miguel Blas – compositor - Gil Cerezo, Ulises Lozano – compositores, produtores | - Gloria Trevi – compositora - Andy Zulla em Sound Decision – Mixing - Fabrizio Simoncioni – Mixing - María Valle Castañeda, Sergio Rodriguez – Violoncelo - Enrique "Bugs" Gonzáles – Bateria - Ricardo David, Ulises Manuel Gomez Pinzón, Orozco Buendía – Viola - López Pérez, Arturo Fonseca Miquel, Alan Lerma, Jesús De Rafael, José Del Aguila Cortés – Violino |